# Noorderheide (Vierhouten)

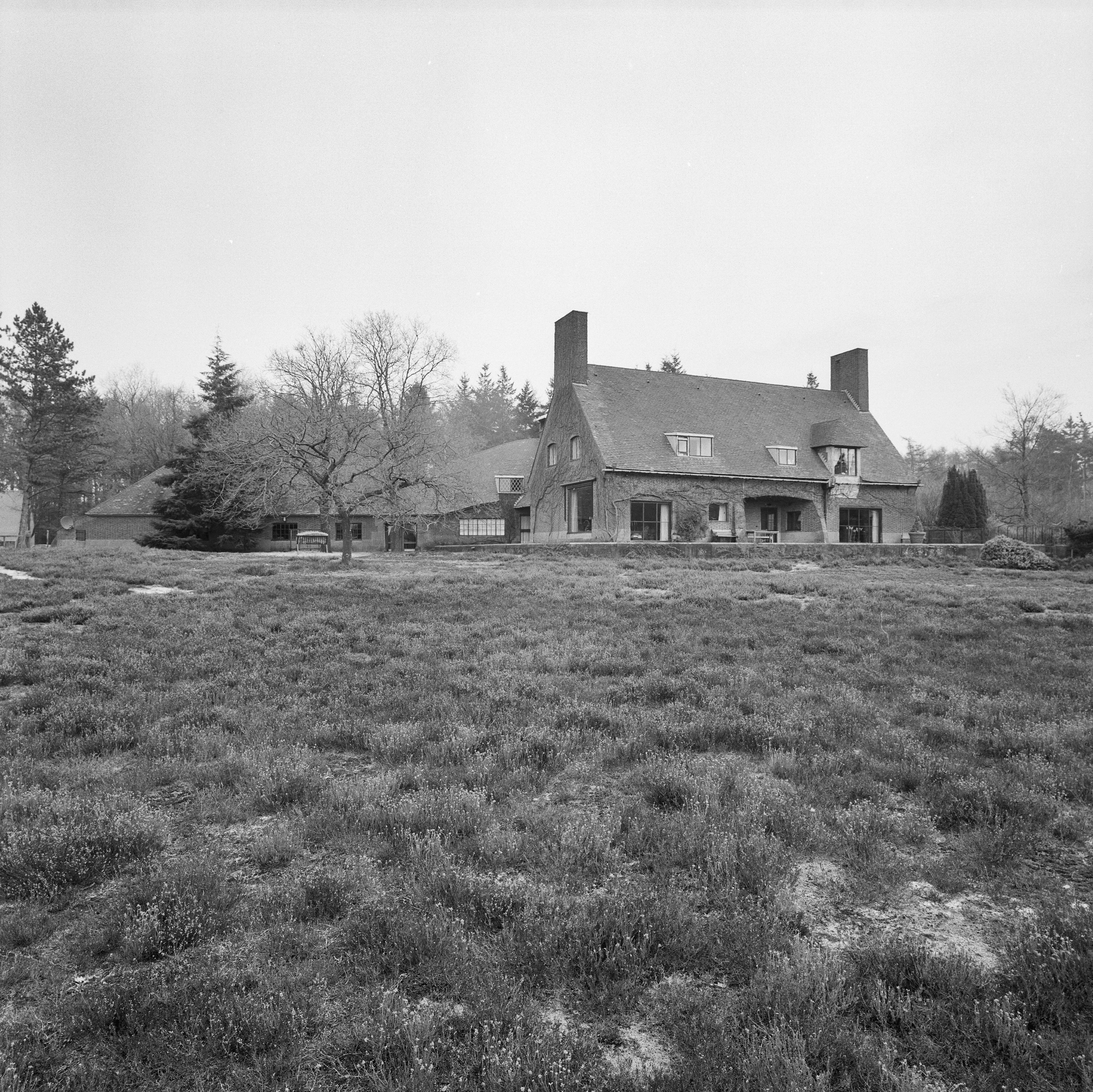
Villa Noorderheide, gezien vanaf de heide. Zuidvleugel met terras en links daarachter de dienstvleugel.

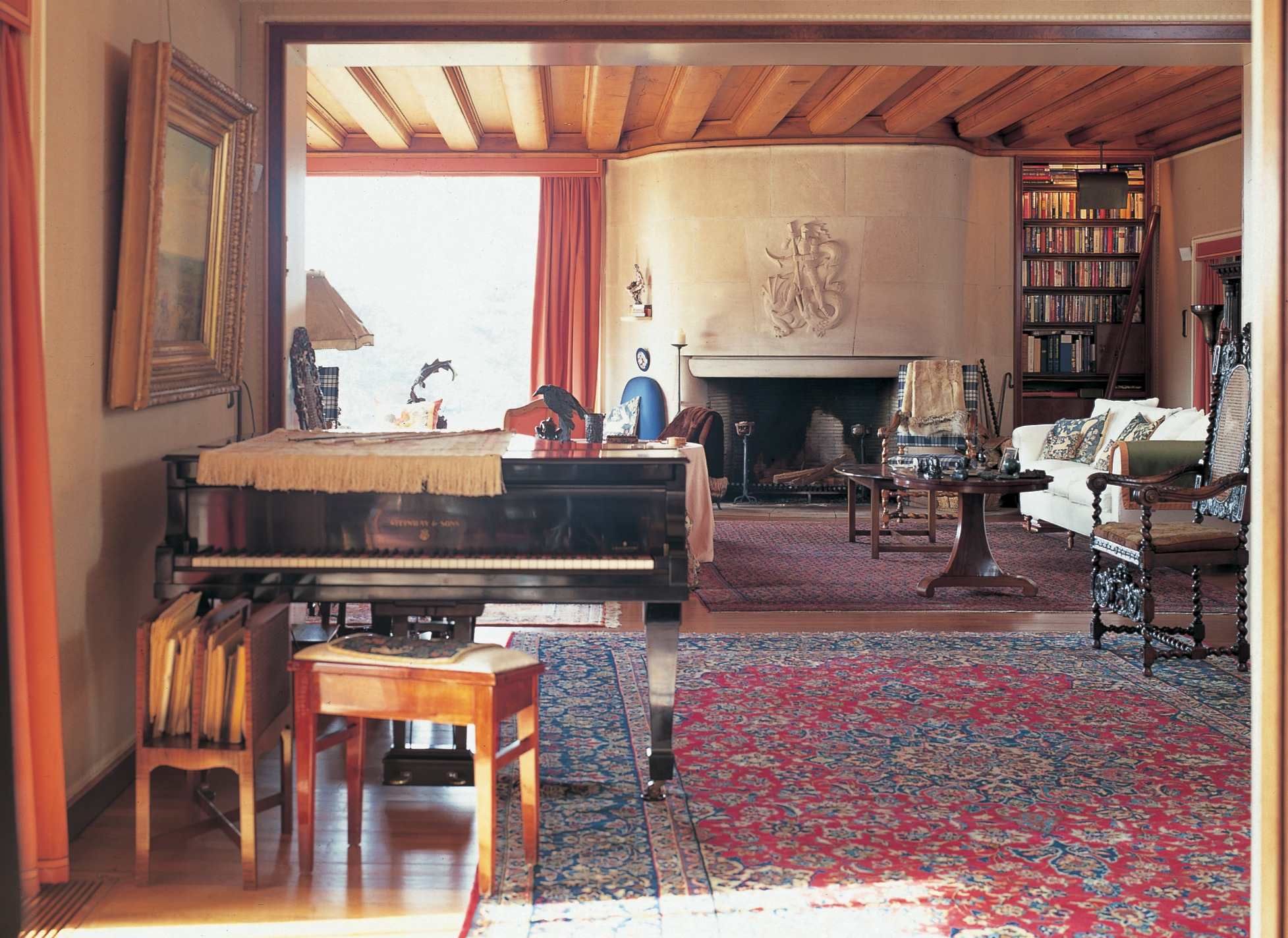
Woonkamer met op de schouw een reliëf van St. Joris.

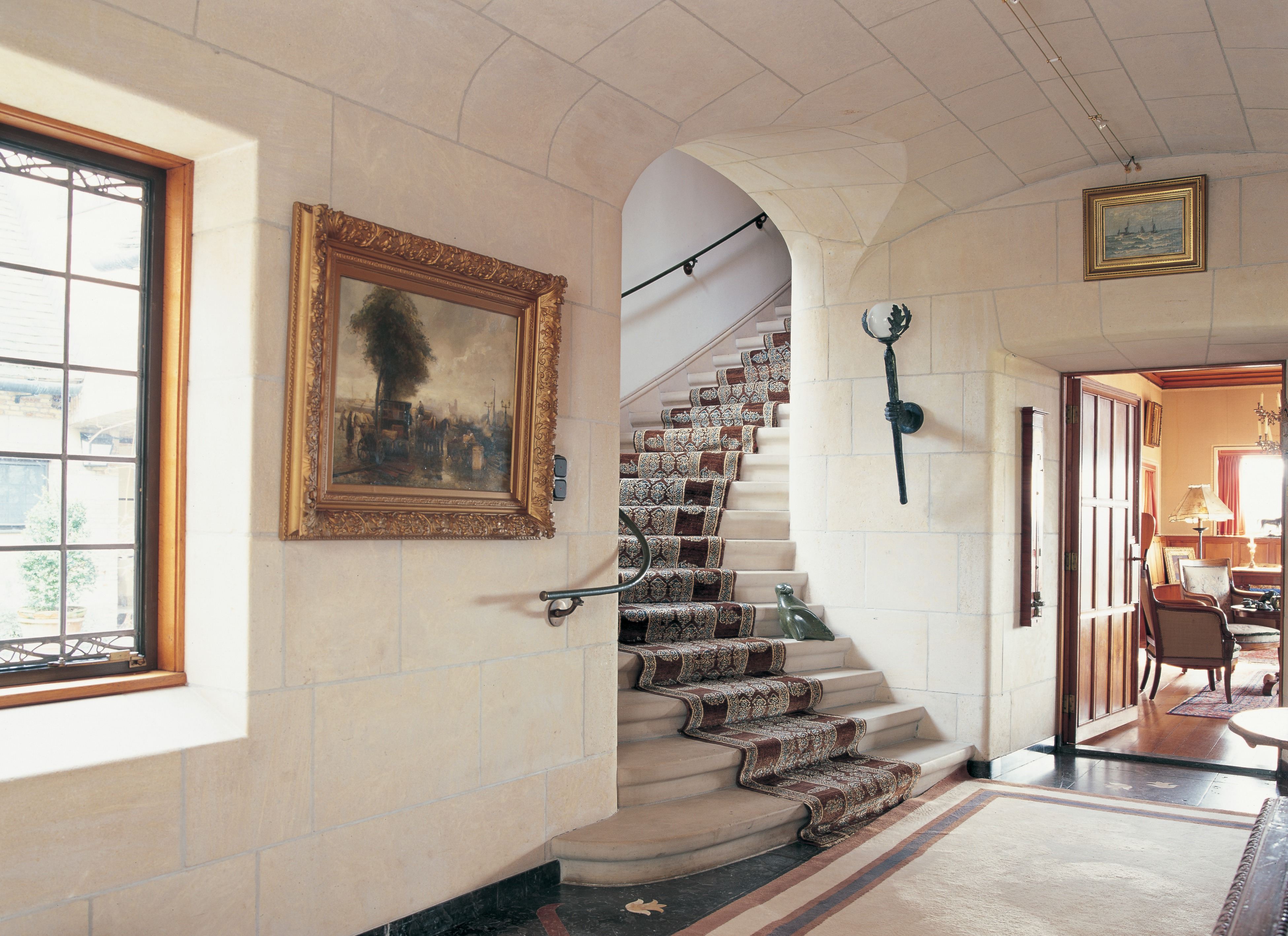
Hal met zandstenen gewelf, glas-in-lood en een kasteelachtige wenteltrap.

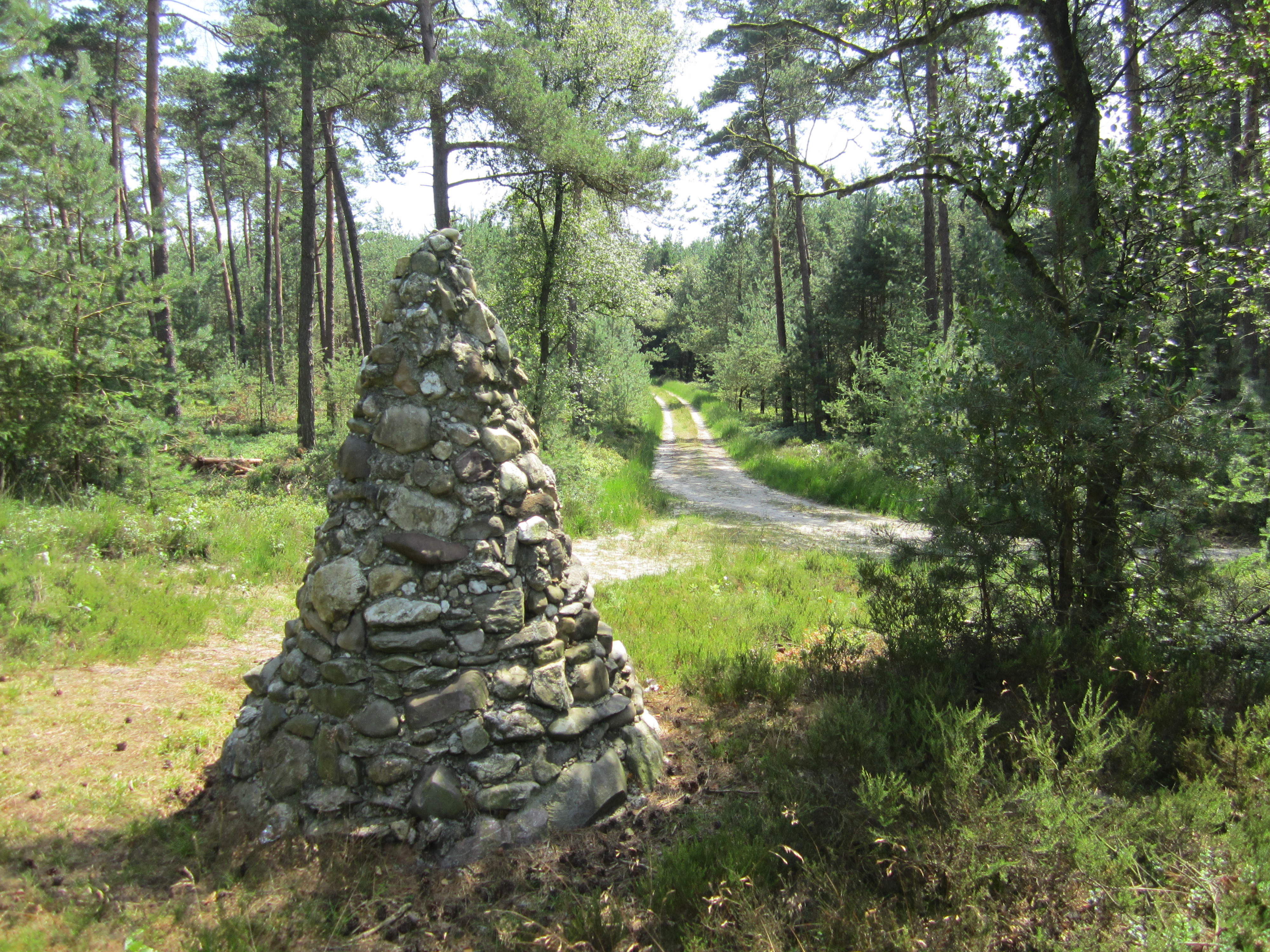
Toren van Babel of Peter Paul piramide

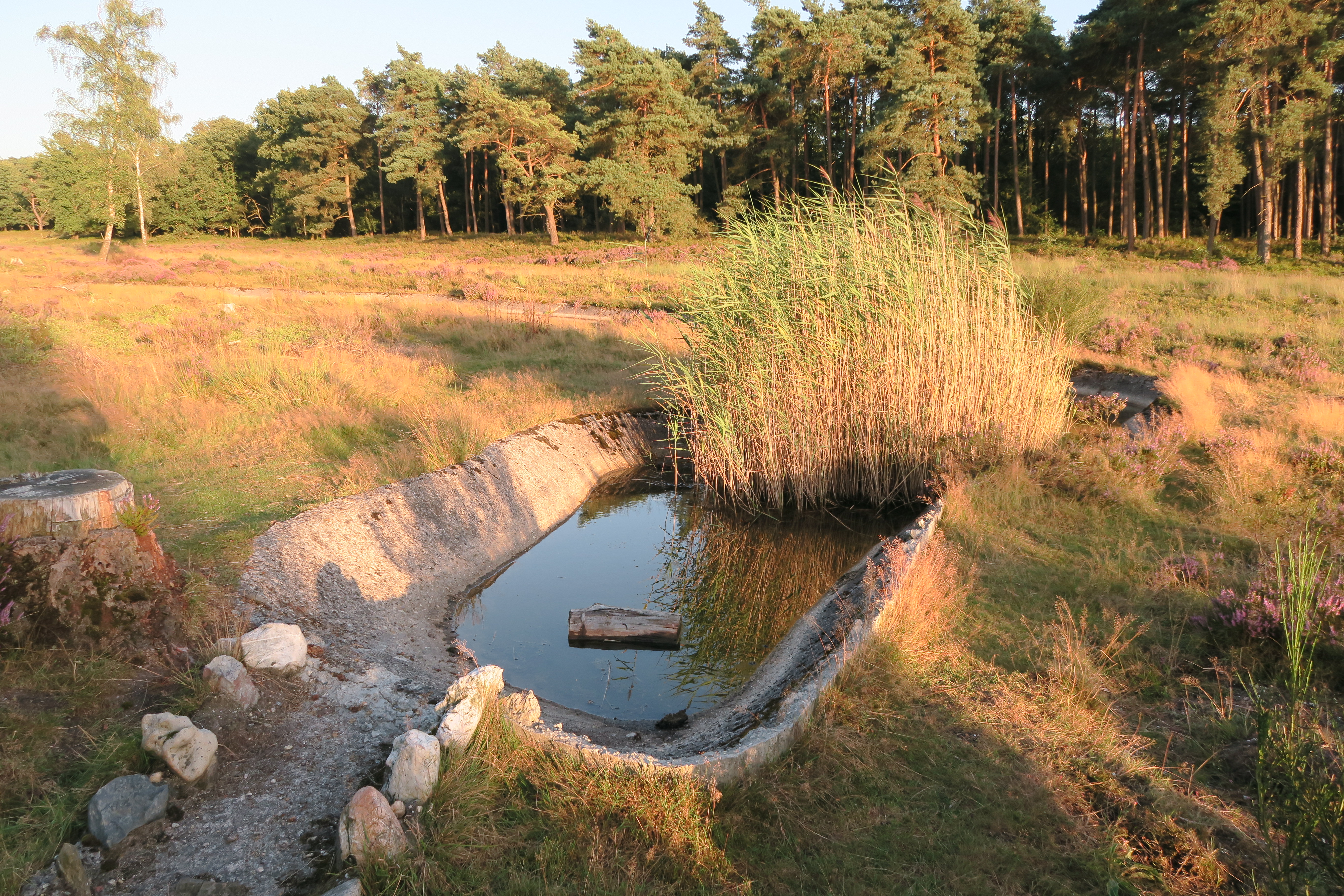
Vijver op de heide met daarachter een betonnen beek.

Noorderheide is een landgoed met een grote villa uit de jaren dertig, gelegen aan de Elspeterbosweg 179 te Vierhouten. Het dankt zijn naam aan het heideveld dat op het landgoed ligt. Het landgoed is 181.470 vierkante meter groot. De woonoppervlakte van de villa is 722 vierkante meter.

## Geschiedenis
De familie Van Beuningen kocht in 1920 de heide ten noorden van het Elspeterbos van de gemeente Ermelo.  De villa Noorderheide werd in 1938-1941 gebouwd in opdracht van de Rotterdamse havenbaron D.G. van Beuningen. Hij liet de villa ontwerpen door architect F.A. Eschauzier.
In 1983 werd het grootste deel van het landgoed eigendom van Staatsbosbeheer. De villa bleef eigendom van de familie Van Beuningen en werd privé bewoond tot maart 2008. In juni 2008 is de villa gekocht door de Stichting Elise Mathilde, die het vermogen beheert van de in 1941 overleden jongste dochter van het echtpaar Van Beuningen-Brain. De villa wordt nu verhuurd als exclusieve accommodatie.

## Villa
De villa is gebouwd als traditionalistisch landhuis met Engelse en Scandinavische invloeden. Opvallend is de kwaliteit van de gebruikte materialen, zoals bronzen deuren en ramen met glas in lood. De villa was tot in het kleinste detail ontworpen, zelfs de schoenschrapers bij de deur waren door de architect uitgetekend.
De villa heeft een prachtige ingangspartij, met daarboven een beeldhouwwerk. Ook de schoorsteenmantels in het huis zijn voorzien van beeldhouwwerken. In de hal van het huis bevindt zich een windwijzer. Via een ingenieus systeem kan men hier zien hoe de stand van de wind is. De windwijzer staat op het dak van de villa en heeft de vorm van een wild zwijn. In de hal bevindt zich ook de trappartij naar de verdieping. Als men deze wenteltrap ziet, dan waant men zich in een kasteel. Dit wordt nog eens versterkt door de prachtige kandelaar die daar aan de muur hangt. Bijzonder is ook de glazen pui die in zijn geheel in de grond kan zakken.
Mede door de architectuur is de villa met personeelswoning, ingangspartij en tuin in 2002 opgenomen op de Rijksmonumentenlijst.

## Landgoed
Het landgoed kent een grote verscheidenheid aan landschappen, variërend van heuvelachtig gebied met loofbos en dennenbos tot uitgestrekte heidevelden met vennen. Het landgoed is omrasterd en het deel dat eigendom is van Staatsbosbeheer is beperkt toegankelijk.
Enkele opvallende elementen zijn:
- Van zwerfstenen gebouwde piramides in het oostelijke deel van het landgoed dat grenst aan het Vierhouterbos. De grootste, de Victoriapiramide, is geheel verdwenen, maar de andere piramides, drie grote en een kleine, zijn nog aanwezig. De piramides zijn folly's van in kegelvorm gestapelde zwerfkeien, gebouwd ter verfraaiing van het landschap. De vorm doet denken aan steenmannetjes die onder andere in bergen worden gebruikt als bewegwijzering.
- Een kilometer lange gemetselde beek met verval, stenen bruggetjes en verschillende kleine en grote aangelegde vijvers.
- Een watervoorziening voor de beek en vijvers. In 1938 werd de eerste pomp gebouwd. Deze pomp werd aanvankelijk aangedreven door een eenvoudige windmolen en pompte koud water op van zo'n 100 meter diepte. Later werd de molen vervangen door een dieselmotor. Nog twee andere pompen werden gebouwd en deze twee worden nog steeds gebruikt om de beek af en toe schoon te spoelen.
- Op Noorderheide zijn moeflons aan te treffen.

De piramides en waterwerken staan, net als de villa, sinds 2002 op de Rijksmonumentenlijst. Ze zijn in 2009-2014 door vrijwilligers van de Heemkundige Vereniging Nuwenspete in oude luister hersteld en worden door deze vereniging onderhouden.